# Félix Désiré Dehèque
Félix Désiré Dehèque, né le 9 octobre 1794 à Paris et mort le 17 décembre 1870 à Étretat, est un helléniste français.

## Biographie
Ancien élève du Pensionnat normal, il fut d'abord secrétaire et précepteur de la famille de Montesquiou avant d'être reçu en octobre 1825 agrégé des classes de grammaire à Bourges,. Membre de l'Académie des inscriptions et belles-lettres, il est notamment l'auteur d'un Dictionnaire grec moderne-français (1825), et d'une traduction de La Cassandre de Lycophron (1853).
Sa fille Élisabeth épousera en 1845 l'helléniste Émile Egger.

## Publications sélectives
- Dictionnaire grec moderne-français, Paris: J. Duplessis & Cie, 1825. (Lire en ligne)
- La Cassandre (Alexandra) de Lycophron, Paris: A. Durand, 1853. (Lire en ligne)
- Anthologie grecque: traduite sur le texte publié d'après le manuscrit palatin, Tome 2, L. Hachette, 1863. (Lire en ligne)